# Anthurium churutense
Anthurium churutense är en kallaväxtart som beskrevs av Thomas Bernard Croat och Cornejo. Anthurium churutense ingår i släktet Anthurium och familjen kallaväxter. Inga underarter finns listade.